# Castillo de Dio

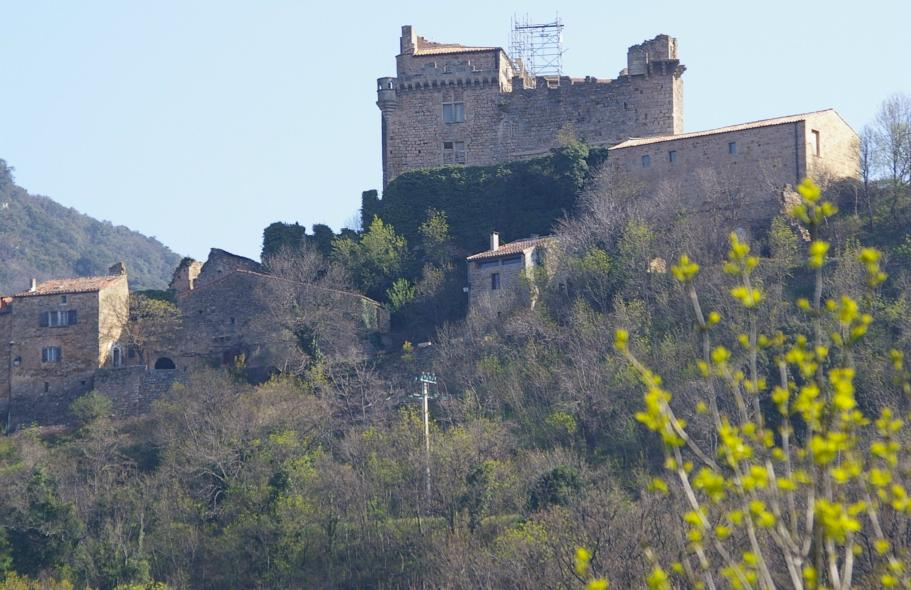
Vista del castillo de Dio.

El castillo de Dio es una edificación defensiva medieval del siglo XI, situada en la comuna francesa de Dio-et-Valquières, en el departamento de Hérault.
Es monumento histórico de Francia desde el año 1930.

## Historia
La historia del castillo se remonta a la época visigoda: en el siglo VI, el rey Teodorico I de Austrasia mandó edificar en el montículo donde se emplaza el castillo, un "castrum" a fin de albergar tropas y como enclave estratégico militar de vigilancia y control del río Orb.
Ya en el siglo XI, se inicia la construcción del castillo en sí como fortaleza defensiva feudal, bajo propiedad de los Señores de Boussagues. Abandonado durante un periodo de tiempo, pasó a manos de los Señores de Dio, la familia Fleury, quienes a lo largo de las generaciones fueron reformando y readaptando el castillo para transformarlo en una residencia de placer. La transformación definitiva la llevó a cabo Jean de Fleury, padre del preceptor de Luis XV y ministro de estado André-Hercule de Fleury, en el siglo XVII.
Durante y tras la Revolución francesa, el castillo fue pasando a manos de diversos propietarios y sucesivos abandonos que lo sumieron en ruinas. Ya en el siglo XXI, se llevó a cabo una profunda y minuciosa restauración que duró 10 años.